# Рікардо Бофіль
Рікардо Бофіль-і-Леві (ісп. Ricardo Bofill Leví; 5 грудня 1939, Барселона — 14 січня 2022) — іспанський (каталонський) архітектор.

## Життєпис
Народився в місті Барселона в єврейській родині. 1995 року закінчив Французький інститут у Барселоні, а також навчався в архітектурній школі. Був виключений за участь у політичній діяльності. Освіту продовжив у Швейцарії, у Школі архітектури міста Женева. З 1960-х почав архітектурну практику. Разом з двома колегами — архітекторами (Пітер Ходжкінсон, Жан-П'єр Карне) заснував Ricardo Bofill Taller de Arquitectura. З 1978 року відкрив друге ательє в місті Париж. Мав архітектурну практику в містах Марокко, Чехії, Франції, Іспанії, Сполучених Штатах, Швеції, Росії тощо.
Помер 14 січня 2022 від наслідків коронавірусної хвороби.

## Вибрані твори
- «Червоний мур», 1973

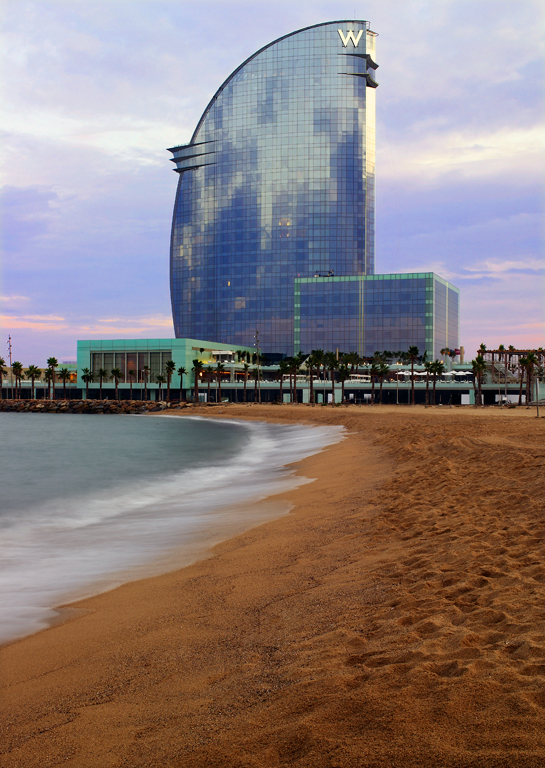
Готель W Barcelona, порт Барселони

- Власний будинок-студія (ревіталізація покинутого Цементного заводу), Барселона, 1973–1975.
- The Golden Number Plaza, Монпельє, 1984
- Château Lafite Rothschild, Франція, 1986
- Парк для міста Турія, Валенсія, 1988
- Музична школа, Хьюстон, США, 1988
- Арсенал (ревіталізація старовинної споруди), Мец, Франція, 1989
- квартал Бофілл бейдж, Стокгольм, Швеція, 1992
- Палац Конгресів, Мадрид, 1993
- Національний театр Каталонії, 1997
- Твін центр, Касабланка, Марокко, 1999
- Цитадель центр, Чикаго, 2003
- Конгрес-центр, Стрельна, Росія, 2007
- Готель W Barcelona, Барселона, 2010

## Галерея творів

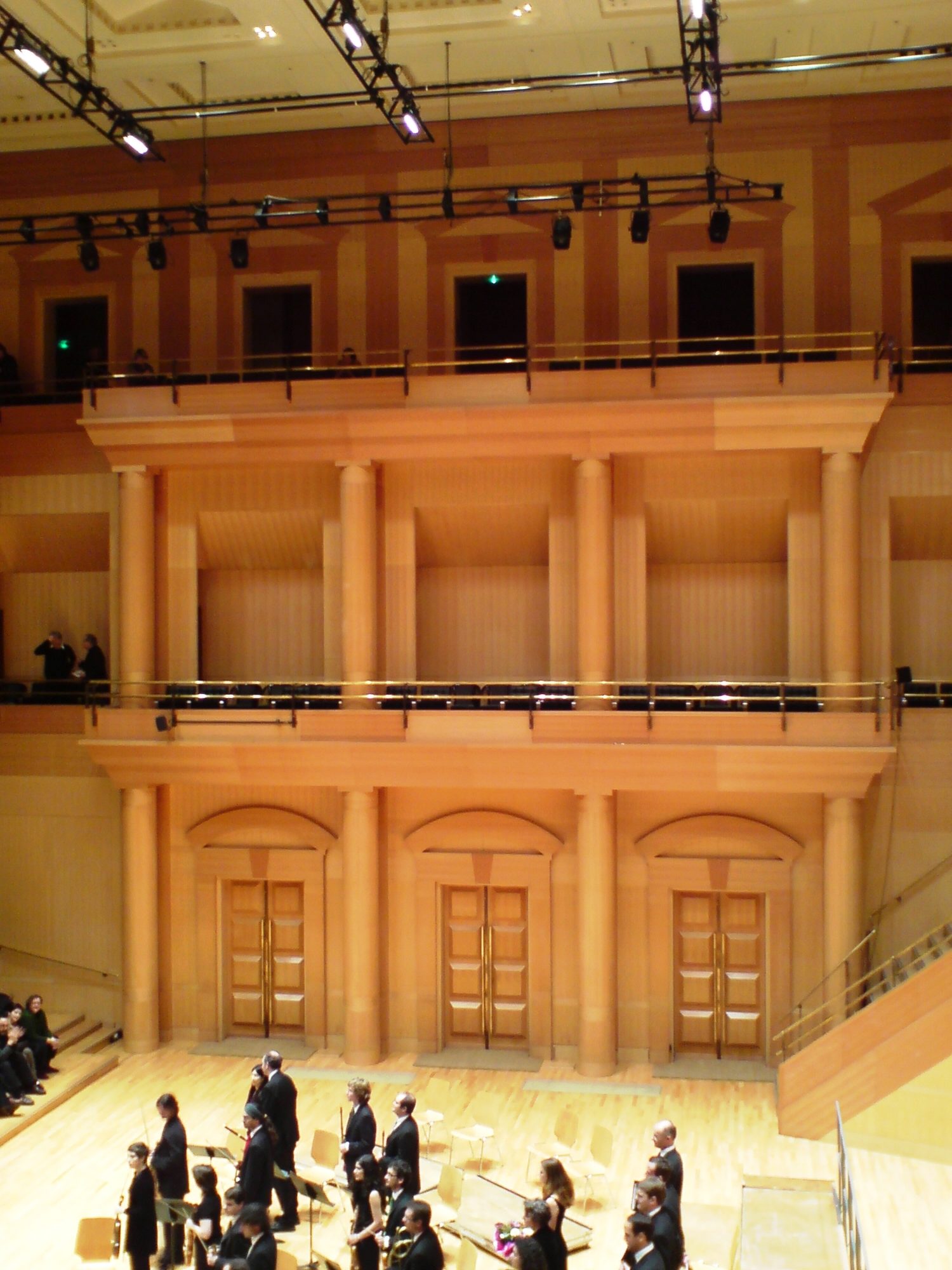
Театральна сцена, Арсенал в місті Мец, Франція
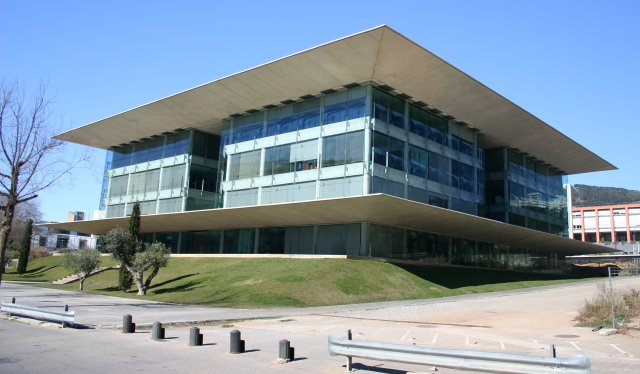
Північний кампус, Політехнічний університет Каталонії.
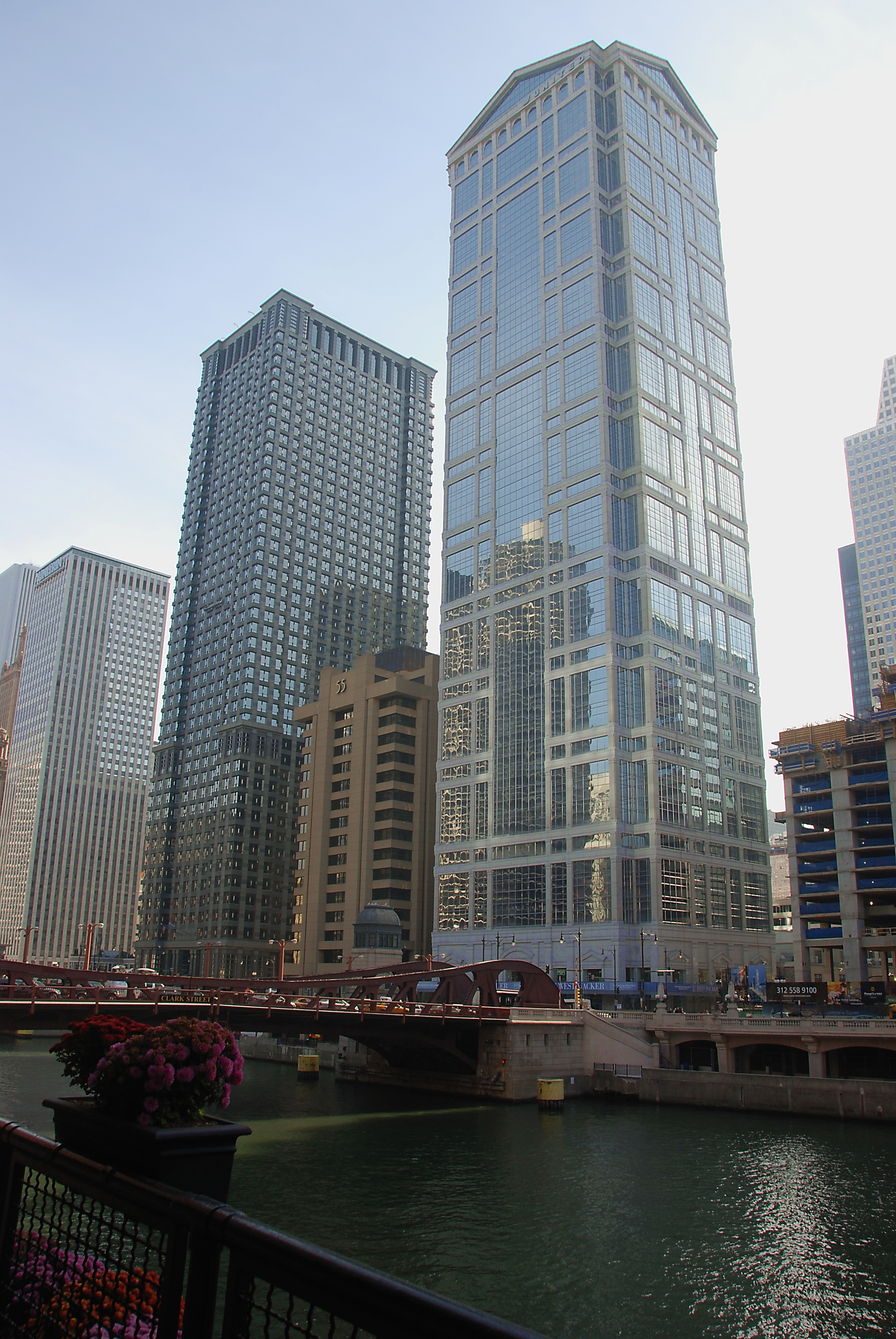
Споруда Юнайтед Контінентал в Чикаго, США
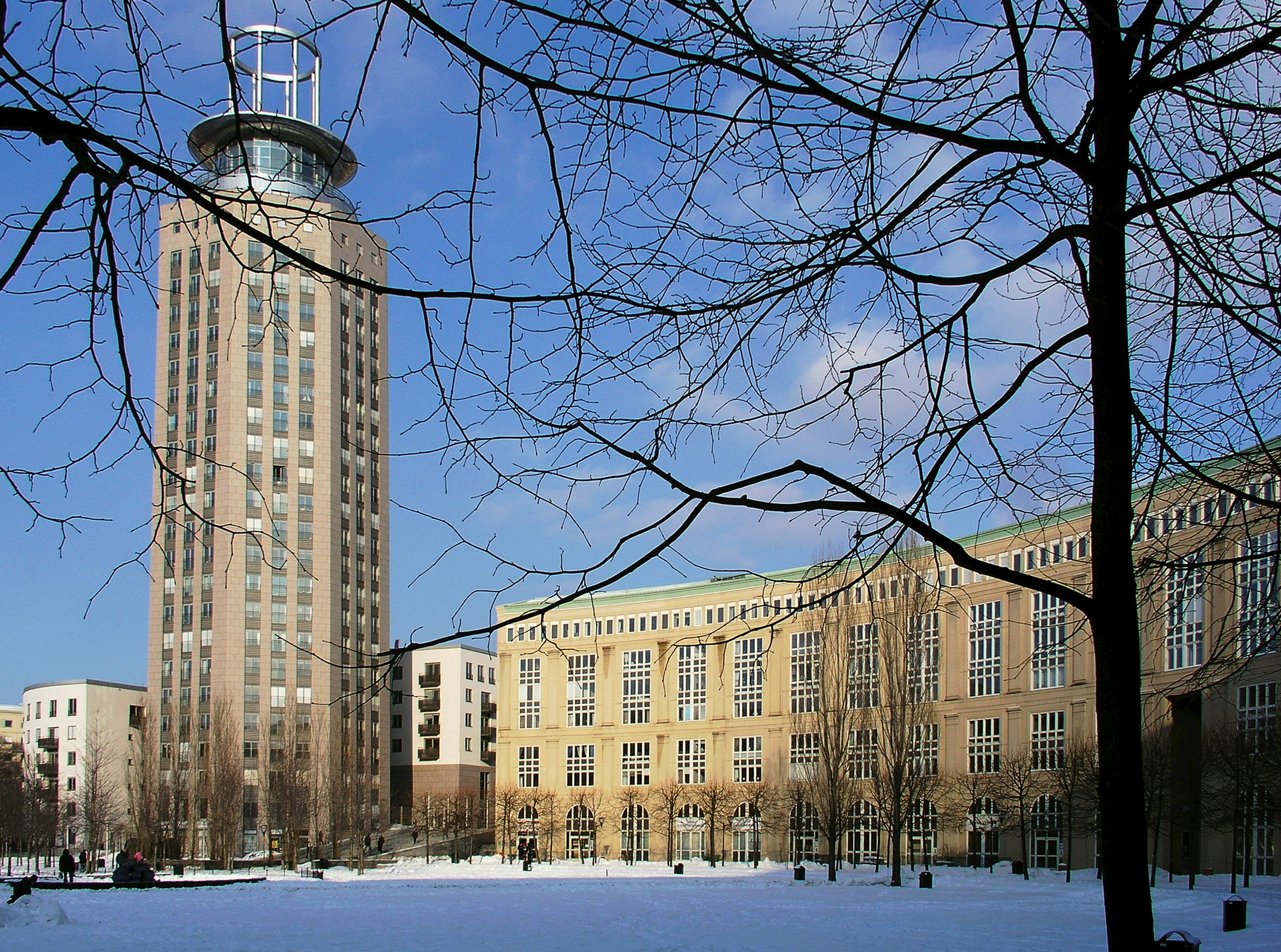
квартал Бофілл бейдж, Стокгольм, Швеція
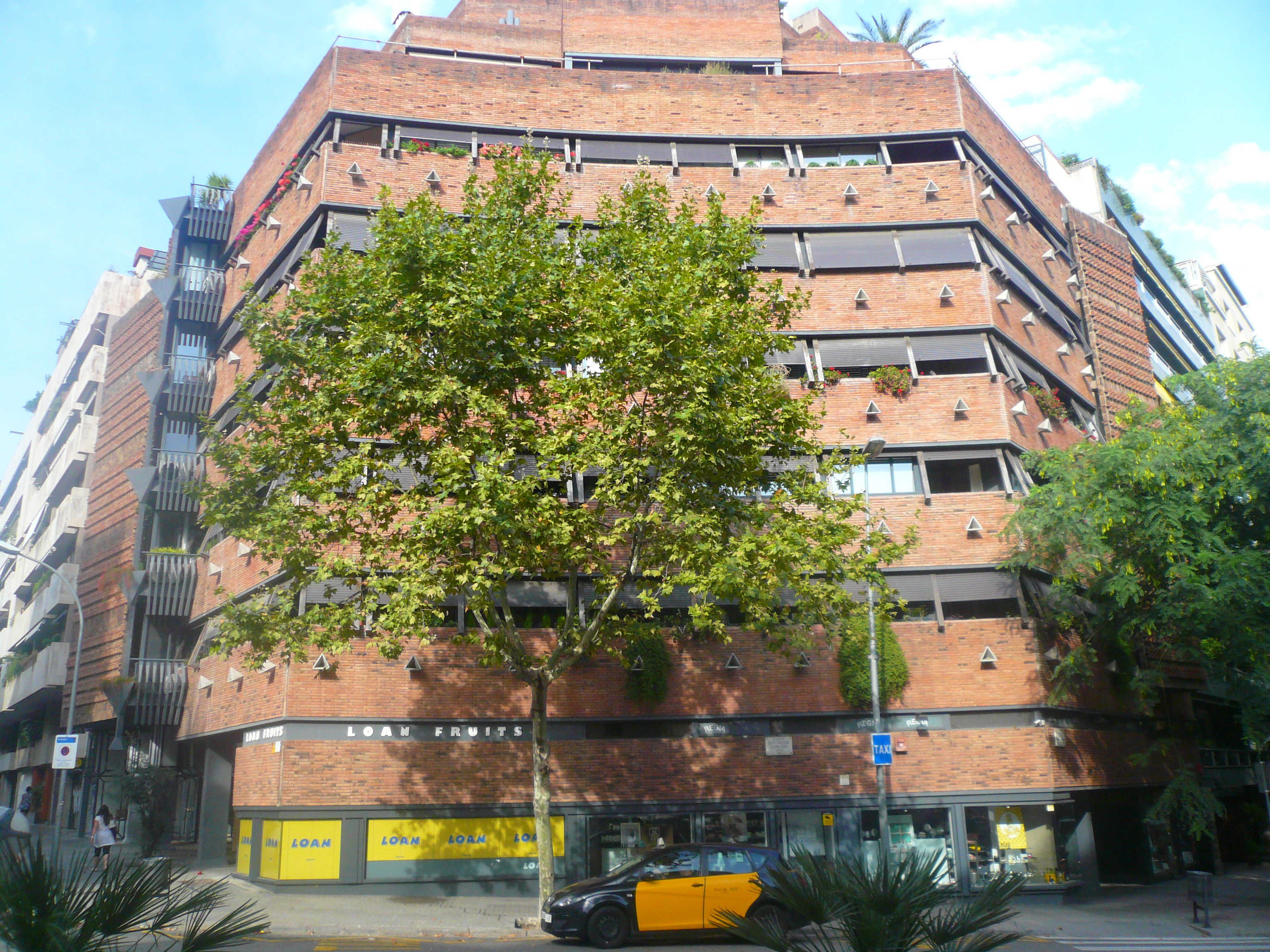
Житловий будинок на вул Св. Григорія, Барселона
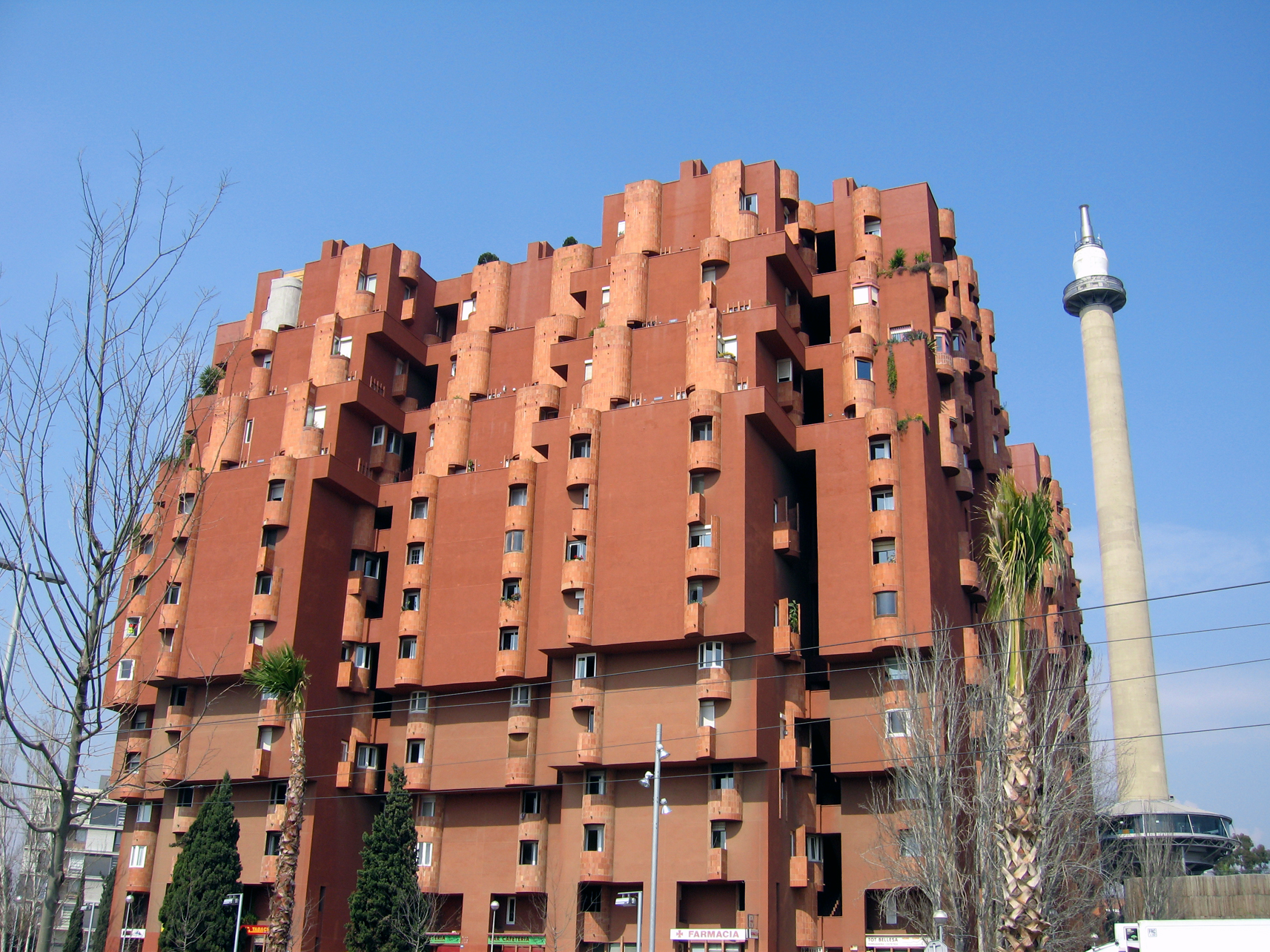
Житловий будинок «Волден-7», Сан-Жуст-Десверн, Барселона
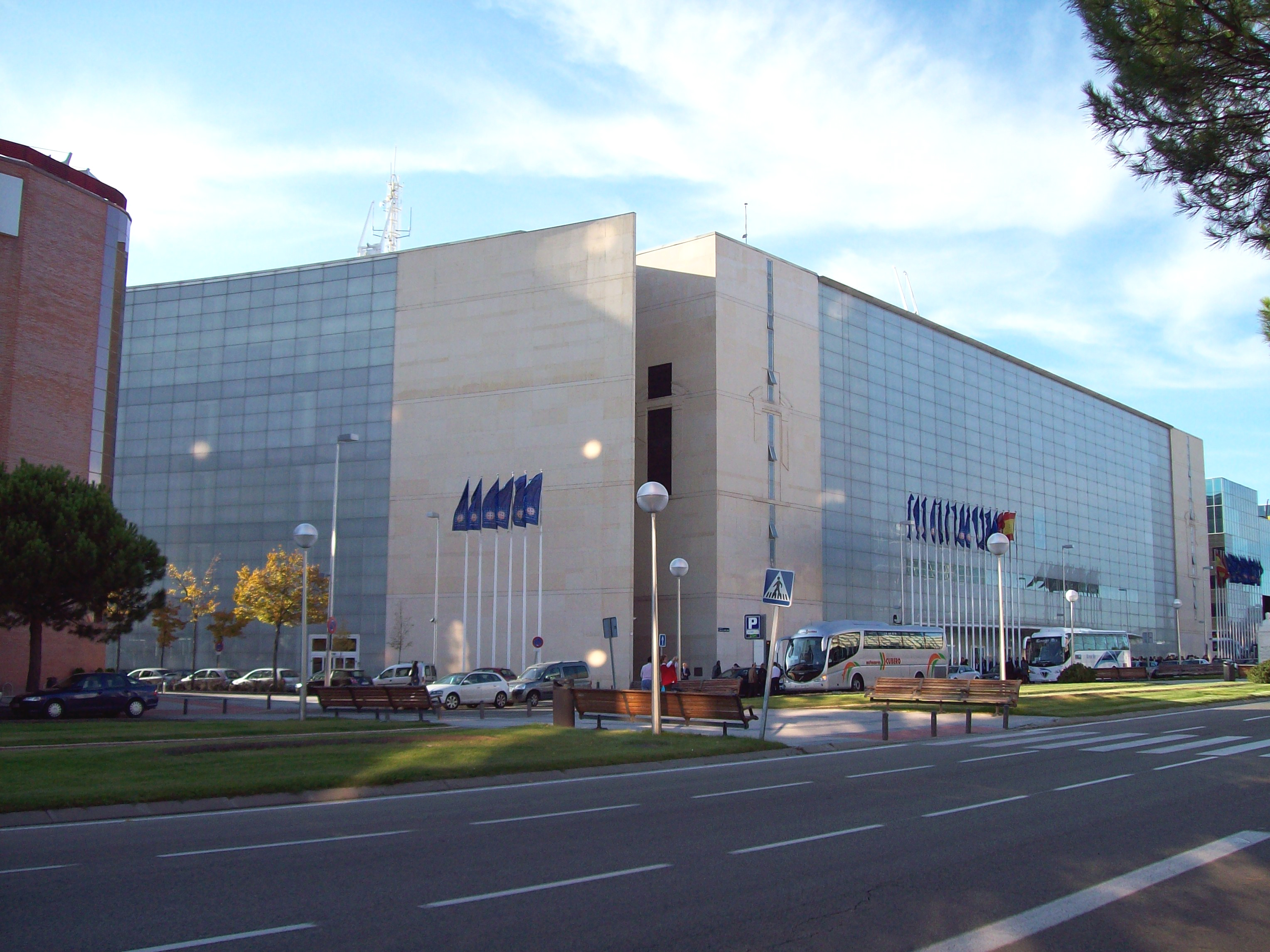
Палац конгресів, Мадрид